# آنا ناوارو
آنا ناوارو (انگلیسی: Ana Navarro؛ زادهٔ ۲۸ دسامبر ۱۹۷۱) صاحب‌نظر، روزنامه‌نگار و استراتژیست جمهوری‌خواه زاده نیکاراگوئه اهل ایالات متحده آمریکا است. او در شبکه‌های تلویزیونی مختلفی مثل سی‌ان‌ان، ای‌بی‌سی نیوز و تلموندو فعالیت می‌کند.